# Expendables (série de films)
Pour les articles homonymes, voir The Expendables.
 Pour plus de détails, voir Fiche technique et Distribution

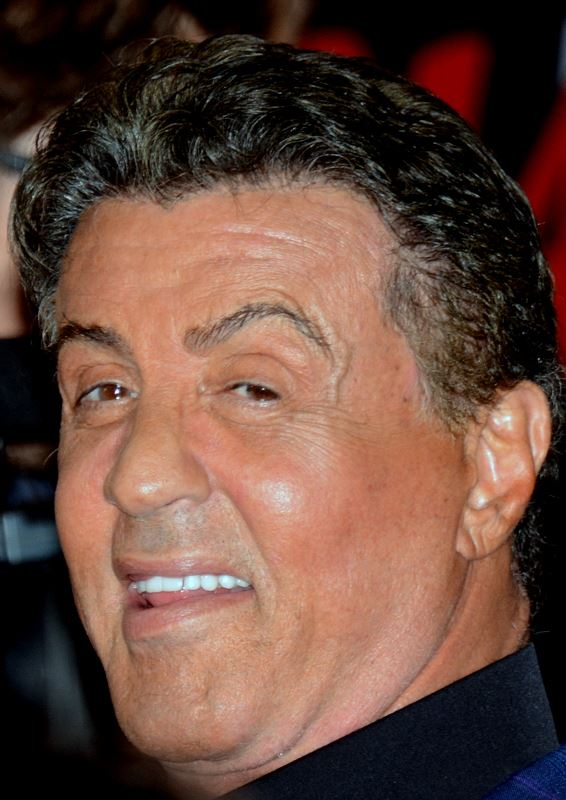
Sylvester Stallone en août 2014, à l'avant-première française de Expendables 3.

Expendables ou Les Sacrifiés au Québec (The Expendables) est une série de films d'action américains débutée avec Expendables : Unité spéciale en 2010. À ce jour la saga est composée de quatre films.
La particularité de cette série de films est que la distribution de chaque volet est une réunion de vedettes du cinéma d'action des années 1980, 1990 et 2000. Elle est scénarisée par Sylvester Stallone, réalisateur du premier volet, qui incarne également Barney Ross, le chef de l'unité spéciale des « Expendables ».

## Films
- 2010 : Expendables : Unité spéciale de Sylvester Stallone
- 2012 : Expendables 2 : Unité spéciale de Simon West
- 2014 : Expendables 3 de Patrick Hughes
- 2023 : Expendables 4 de Scott Waugh

D'autres films sont en projet. Tout d'abord un spin-off centré sur le personnage de Lee Christmas (Jason Statham). Provisoirement titré Christmas Story, le film devait entrer en tournage fin 2021. Il n'est pas précisé s'il s'agit du même projet que Expendables 4 (2023).
Un spin-off avec des personnages principaux féminins, intitulé The ExpendaBelles, avait été un temps évoqué dès 2012. Karen McCullah et Kirsten Smith sont engagées comme scénaristes. Sylvester Stallone n'est alors pas impliqué dans le projet. Au fil des années, plusieurs actrices seront évoquées comme Meryl Streep, Cameron Diaz et Milla Jovovich. Les producteurs déclarent ensuite chercher une réalisatrice pour le projet. En février 2014, Robert Luketic est finalement engagé. Bien que n'étant pas impliqué, Sylvester Stallone déclare qu'il aimerait voir Sigourney Weaver dans le film,. Le tournage devait débuter en 2015. Le projet ne s'est finalement pas concrétisé.

## Synopsis
Expendables : Unité spéciale
Les Expendables, des mercenaires aguerris vivant en marge de la loi, acceptent une mission secrète pour la CIA : infiltrer Vilena, une île d'Amérique du Sud, pour renverser son impitoyable dictateur, le général Garza.
Expendables 2 : Unité spéciale
M. Chapelle (Church en VO) engage Barney Ross et son équipe pour une mission qui semble facile. Mais quand l'un d'entre eux est tué, les Expendables jurent de le venger, et de déjouer une menace capable de modifier l'équilibre du monde.
Expendables 3
Barney Ross et sa bande affrontent Conrad Stonebanks, cofondateur des Expendables aujourd'hui trafiquant d'armes.
Expendables 4
Les Expendables doivent faire face à un groupe de terroristes mené par Suarto Rahmat, qui souhaite déclencher une Troisième Guerre mondiale. Alors que Barney Ross se retire, les "anciens" Lee Christmas, Toll Road et Gunnar Jensen reprennent le flambeau. Ils seront accompagnés dans cette mission par trois nouveaux membres : Easy Day, Galan et Lash ainsi que Gina, ex petite-amie de Christmas. Ils feront tout leur possible pour empêcher un nouveau conflit mondial.

## Fiche technique
| Équipe                        | Films                               | Films                                 | Films                  | Films                |
| Équipe                        | Expendables : Unité spéciale (2010) | Expendables 2 : Unité spéciale (2012) | Expendables 3 (2014)   | Expendables 4 (2023) |
| ----------------------------- | ----------------------------------- | ------------------------------------- | ---------------------- | -------------------- |
| Titre original                | The Expendables                     | The Expendables 2                     | The Expendables 3      | Expend4bles          |
| Titre québécois               | Les Sacrifiés                       | Les Sacrifiés 2                       | Les Sacrifiés 3        | Les Sacrifiés 4      |
| Réalisateurs                  | Sylvester Stallone                  | Simon West                            | Patrick Hughes         | Scott Waugh          |
| Producteurs                   | Avi Lerner                          | Avi Lerner                            | Avi Lerner             | Avi Lerner           |
| Producteurs                   | Kevin King Templeton                |                                       |                        |                      |
| Producteurs                   | John Thompson                       | Danny Lerner                          | Danny Lerner           | Jason Statham        |
| Producteurs                   | Les Weldon                          |                                       |                        |                      |
| Scénaristes                   | Sylvester Stallone                  | Sylvester Stallone                    | Sylvester Stallone     | Max Adams            |
| Scénaristes                   | Dave Callaham                       | Richard Wenk                          | Katrin Benedikt        |                      |
| Scénaristes                   |                                     | David Agosto                          | Creighton Rothenberger | Tad Daggerhart       |
| Scénaristes                   |                                     | Ken Kaufman                           |                        | Kurt Wimmer          |
| Compositeurs                  | Brian Tyler                         | Brian Tyler                           | Brian Tyler            | Guillaume Roussel    |
| Directeurs de la photographie | Jeffrey L. Kimball                  | Shelly Johnson                        | Peter Menzies Jr.      | Tim Maurice-Jones    |
| Monteurs                      | Ken Blackwell                       | Todd E. Miller                        | Sean Albertson         | Michael J. Duthie    |
| Monteurs                      | Paul Harb                           |                                       |                        | Michael J. Duthie    |
| Budget                        | 80 000 000 $                        | 100 000 000 $                         | 90 000 000 $           | 100 000 000 $        |
| Durée                         | 103 minutes                         | 102 minutes                           | 126 minutes            | 104 minutes          |
| Dates de sortie États-Unis    | 13 août 2010                        | 17 août 2012                          | 15 août 2014           | 22 septembre 2023    |
| Dates de sortie France        | 18 août 2010                        | 22 août 2012                          | 20 août 2014           | 11 octobre 2023      |
| Genre                         | action                              | action                                | action                 | action               |
| Sociétés de production        | Millennium Films                    | Millennium Films                      | Millennium Films       | Millennium Films     |
| Sociétés de production        | Nu Image Films                      |                                       |                        |                      |
| Pays de production            | États-Unis                          | États-Unis                            | États-Unis             | États-Unis           |

## Distribution
| Équipe            | Films                               | Films                                 | Films                 | Films                |
| Équipe            | Expendables : Unité spéciale (2010) | Expendables 2 : Unité spéciale (2012) | Expendables 3 (2014)  | Expendables 4 (2023) |
| ----------------- | ----------------------------------- | ------------------------------------- | --------------------- | -------------------- |
| Barney Ross       | Sylvester Stallone                  | Sylvester Stallone                    | Sylvester Stallone    | Sylvester Stallone   |
| Lee Christmas     | Jason Statham                       | Jason Statham                         | Jason Statham         | Jason Statham        |
| Yin Yang          | Jet Li                              | Jet Li                                | Jet Li                |                      |
| Gunnar Jensen     | Dolph Lundgren                      | Dolph Lundgren                        | Dolph Lundgren        | Dolph Lundgren       |
| Toll Road         | Randy Couture                       | Randy Couture                         | Randy Couture         | Randy Couture        |
| Hale Caesar       | Terry Crews                         | Terry Crews                           | Terry Crews           |                      |
| Trench Mauser     | Arnold Schwarzenegger               | Arnold Schwarzenegger                 | Arnold Schwarzenegger |                      |
| M. Chapelle       | Bruce Willis                        | Bruce Willis                          |                       |                      |
| Lacy              | Charisma Carpenter                  | Charisma Carpenter                    |                       |                      |
| Tool              | Mickey Rourke                       |                                       |                       |                      |
| James Munroe      | Eric Roberts                        |                                       |                       |                      |
| Dan Paine         | Steve Austin                        |                                       |                       |                      |
| Général Garza     | David Zayas                         |                                       |                       |                      |
| Sandra            | Giselle Itié                        |                                       |                       |                      |
| Le « Brit »       | Gary Daniels                        |                                       |                       |                      |
| Jean Vilain       |                                     | Jean-Claude Van Damme                 |                       |                      |
| Booker            |                                     | Chuck Norris                          |                       |                      |
| Billy The Kid     |                                     | Liam Hemsworth                        |                       |                      |
| Hector            |                                     | Scott Adkins                          |                       |                      |
| Maggie            |                                     | Yu Nan                                |                       |                      |
| Max Drummer       |                                     |                                       | Harrison Ford         |                      |
| Conrad Stonebanks |                                     |                                       | Mel Gibson            |                      |
| Galgo             |                                     |                                       | Antonio Banderas      |                      |
| Doc               |                                     |                                       | Wesley Snipes         |                      |
| Bonaparte         |                                     |                                       | Kelsey Grammer        |                      |
| John Smilee       |                                     |                                       | Kellan Lutz           |                      |
| Luna              |                                     |                                       | Ronda Rousey          |                      |
| Thorn             |                                     |                                       | Glen Powell           |                      |
| Mars              |                                     |                                       | Victor Ortiz          |                      |
| Goran Vata        |                                     |                                       | Robert Davi           |                      |
| Gina              |                                     |                                       |                       | Megan Fox            |
| Easy Day          |                                     |                                       |                       | 50 Cent              |
| Decha             |                                     |                                       |                       | Tony Jaa             |
| Rahmat            |                                     |                                       |                       | Iko Uwais            |
| Galan             |                                     |                                       |                       | Jacob Scipio         |

## Personnages

### Membres des Expendables

#### Barney Ross
Interprété par Sylvester Stallone (VF : Alain Dorval) dans les quatre films
Leader et cerveau de l'équipe, il est très mystérieux et a effectué beaucoup de missions durant sa carrière ce qui lui a permis de se faire plusieurs amis et alliés. Il est très proche de Lee Christmas, mais n'apprécie pas beaucoup Lacy, la petite amie de ce dernier et lui rappelle régulièrement les infidélités de cette dernière, et il est également un excellent tireur au revolver.

#### Lee Christmas
Interprété par Jason Statham (VF : Boris Rehlinger) dans les quatre films
Bras droit de Barney Ross et ami proche de ce dernier, ancien SAS Britannique et expert en armes blanches. Il apprécie également les motos sportives. Il est amoureux de Lacy, et n'hésitera pas à flanquer une correction à son petit ami violent qui la battait, il entamera une relation amoureuse avec elle, ce qui déplaît fortement à Barney, mais leurs chemins se séparent par la suite.

#### Yin Yang
Interprété par Jet Li (VF : Pierre-François Pistorio) dans trois films
D'origine chinoise, spécialiste des arts martiaux, c'est le plus petit des Expendables. Il pense qu'il travaille deux fois plus dur car il est le plus petit de la bande et qu'il a une famille à sa charge, ce que ses frères d'armes ont du mal à croire étant donné le fait qu'il n'en parle jamais. Il travaille actuellement pour Trench Mauser.

#### Gunnar Jensen
Interprété par Dolph Lundgren (VF : Luc Bernard) dans les quatre films
Tireur d’élite suédois, c'est un anti-social avec un trouble de la personnalité non spécifié, mais aussi un penchant pour l'alcool et la drogue, c'est à cause de cela que Barney l'écarte de la mission à Vilena et lui révèle qu'il ne peut plus lui faire confiance. Furieux, il entrera en contact avec James Monroe et lui dit tout ce qu'il sait sur ses équipiers, et ce dernier le charge de les éliminer. Il est sur le point de tuer Yang quand Barney lui tire dessus, et Gunnar, se croyant sur le point de mourir, avoue à ce dernier que c'est leur propre cible, Monroe, qui l'a envoyé. Barney lui pardonnera sa trahison et le réintégrera à l'équipe après son rétablissement. Il est aussi ingénieur en chimie et considéré comme un viking de l'âge moderne selon ses frères d'armes.

#### Toll Road
Interprété par Randy Couture (VF : Serge Biavan) dans les quatre films
Expert en démolition et ancien lutteur amateur ayant perdu l'usage d'une de ses oreilles au cours d'un combat, histoire que ce dernier aime répéter, au grand dam de ses équipiers. Contrairement à son confrère Gunnar Jensen, Toll Road suit une thérapie pour trouble de la personnalité. C'est le meilleur ami de Hale Caesar.

#### Hale Caesar
Interprété par Terry Crews (VF : Frantz Confiac) dans les trois films
Spécialiste en armes lourdes, il apprécie les bonnes choses de la vie. Pendant les combats, ce qu'il aime c'est faire le plus de dégâts dans les rangs de l'ennemi et éliminer le plus de soldats possible. C'est le meilleur ami de Toll Road.

#### Billy The Kid
Interprété par Liam Hemsworth (VF : Emmanuel Garijo) dans Expendables 2 : Unité spéciale
Tireur d’élite, Billy quitte l'Armée Américaine pour se joindre aux Expendables pour quelques mois, avant qu'il parte vivre avec Sophia (sa compagne française). Mais il se fait tuer par Jean Vilain (Interprété par Jean-Claude Van Damme) lors d'une mission.

#### Galgo
Interprété par Antonio Banderas (VF : Bernard Gabay) dans Expendables 3
Ancien membre de la Légion espagnole originaire d'Espagne, il est très rapide, avide de faire ses preuves et quitter la vie civile qui l'ennuie. Extrêmement bavard, il est toujours prêt à encourager ses frères d'armes. Dans le 4ème film, nous apprenons qu’il a un fils nommé Galan et que celui-ci rejoint aussi les Expendables.

#### Doc
Interprété par Wesley Snipes (VF : Thierry Desroses) dans Expendables 3
Alias "Docteur La Mort", il était médecin militaire. C'est l'un des fondateurs des Expendables avec Barney Ross et Conrad Stonebanks, et un expert en armes blanches, tout comme Lee Christmas. Les Expendables le libèrent d'une prison, où il était enfermé depuis des années après avoir organisé un coup d'état qui a mal tourné.

#### John Smilee
Interprété par Kellan Lutz (VF : Stéphane Pouplard) dans Expendables 3
Ancien Marine et pilote de moto, il est l'une des connaissances de Bonaparte. Forte tête et réfractaire à l'autorité, mais Barney Ross le recrute pour l'aider à capturer Conrad Stonebanks avec Luna, Mars et Thorn. Il sera définitivement recruté dans les Expendables.

#### Luna
Interprétée par Ronda Rousey (VF : Manon Azem) dans Expendables 3
Découverte et ensuite recrutée par Barney Ross et Bonaparte, Luna est une videuse de boîte de nuit experte en combat libre.

#### Thorn
Interprété par Glen Powell (VF : Julien Allouf) dans Expendables 3
Recruté par Barney et Bonaparte pour lutter contre Stonebanks, Thorn est un hacker se spécialisant dans la technologie plutôt que dans les armes. Il est également expert en escalade et base jump, et semble avoir le goût du risque.

#### Mars
Interprété par Victor Ortiz (VF : Benjamin Penamaria) dans Expendables 3
Soldat de l'Armée Américaine connaisseur en armes lourdes (il a inventé un nouveau type de fusil dévastateur) et l'une des connaissances de Bonaparte, Barney Ross l'engage dans l'équipe pour l'aider à capturer Conrad Stonebanks.

#### Easy Day
Interprété par 50 Cent dans Expendables 4

#### Gina
Interprétée par Megan Fox dans Expendables 4

#### Galan
Interprété par Jacob Scipio dans Expendables 4
Il est le fils de Galgo.

### Alliés

#### Trench Mauser
Interprété par Arnold Schwarzenegger (VF : Daniel Beretta) dans les trois films
Autrefois, il faisait équipe avec Barney Ross pendant de nombreuses années avant de se séparer pour une raison inconnue. Il effectue souvent des opérations de grande envergure sans équipe. Comme Hale Caesar, c'est un spécialiste en armes lourdes.

#### M. Chapelle (Church enVO)
Interprété par Bruce Willis (VF : Patrick Poivey) dans Expendables : Unité spéciale et Expendables 2 : Unité spéciale
Alors que son nom reste encore inconnu, c'est un agent de la CIA, très loyal à cette agence, et va tout faire pour protéger l'intérêt de l'organisation, qui va engager les Expendables. Après le fiasco retentissant de l'équipe en Somalie, il sera sanctionné (mutation ou mise à la retraite).

#### Max Drummer
Interprété par Harrison Ford (VF : Richard Darbois) dans Expendables 3
Ancien Major de l'U.S. Air Force, il travaille pour la CIA en tant que directeur des opérations et est donc le supérieur de l'Agent Chapelle, qu'il remplacera après le fiasco des Expendables en Somalie. Il aidera Barney Ross à lutter contre Conrad Stonebanks aux côtés de Trench Mauser et Yin Yang.

#### Bonaparte
Interprété par Kelsey Grammer (VF : Patrick Béthune) dans Expendables 3
Ami de longue date de Barney Ross, Bonaparte lui présente de jeunes combattants (Thorn, Luna, Mars et Smilee) plus entraînés et plus aptes à lutter contre Stonebanks après que Barney renvoie ses anciens frères d'armes.

#### Booker
Interprété par Chuck Norris (VF : Bernard Tiphaine) dans Expendables 2 : Unité spéciale
Alias "Le Loup Solitaire", il aime travailler en solo comme Trench Mauser, c'est l'une des connaissances de Barney Ross. Il sauve les Expendables, qui étaient encerclés par les Sangs dans une ville abandonnée en Albanie.

#### Maggie
Interprétée par Yu Nan (VF : Hélène Bizot) dans Expendables 2 : Unité spéciale
D'origine chinoise, elle travaille pour la CIA. Elle est envoyée par M. Chapelle pour participer à une mission avec les Expendables. Elle les aide par la suite à combattre Jean Vilain et son groupe de terroristes, les « Sangs ».

#### Tool
Interprété par Mickey Rourke (VF : Michel Vigné) dans Expendables : Unité spéciale
Ancien soldat de l'armée américaine, Tool est un agent de liaison, armurier et tatoueur au sein de sa boutique, Tool's. C'est un spécialiste en armes blanches et fait de temps en temps des compétitions amicales avec Lee Christmas. Barney lui propose de revenir au sein des Expendables après la mise à l'écart de Gunnar. C'est Tool qui met l'équipe en relation pour la mission sur Vilena.

#### Sandra
Interprétée par Giselle Itié (VF : Ethel Houbiers) dans Expendables : Unité spéciale
Elle est informatrice pour la CIA et également la fille du dictateur de l'île de Vilena, le Général Garza. Elle est le contact de Barney Ross et Lee Christmas sur l'île. Elle est ensuite emprisonnée par James Munroe, celui qui contrôle réellement l'île.

### Antagonistes

#### James Munroe
Interprété par Eric Roberts (VF : Renaud Marx) dans Expendables : Unité spéciale
Ex-agent de la CIA, il est responsable de la collecte de fonds en s'engageant dans le trafic de drogue,. Il manipule le général Garza en le poussant à faire des actes criminels voire en l'humiliant devant ses hommes. Il sera tué par Barney Ross et Lee Christmas.

#### Dan Paine
Interprété par Steve Austin (VF : Sylvain Lemarié) dans Expendables : Unité spéciale
Il est l'un des gardes du corps de James Munroe sur l'île de Vilena. Il sera tué par Toll Road.

#### Général Garza
Interprété par David Zayas (VF : Enrique Carballido) dans Expendables : Unité spéciale
Dictateur militaire de Vilena, il est en fait une marionnette à la solde de l'ex-Agent de la CIA James Munroe, il sera tué par James Munroe et Dan Paine.

#### Lawrence Sparks
Interprété par Gary Daniels (VF : Raphaël Cohen) dans Expendables : Unité spéciale
Alias "Le Brit", c'est un des gardes du corps de James Munroe, il sera tué par Yin Yang et Lee Christmas.

#### Jean Vilain
Interprété par Jean-Claude Van Damme (VF : Patrice Baudrier) dans Expendables 2 : Unité spéciale
Terroriste francophone, il prévoit de mettre le monde à genoux avec cinq tonnes de plutonium. Le combat contre les Expendables commence lorsqu'il capture et tue leur plus récent et plus jeune membre, Billy "The Kid" sous leurs yeux. Il sera tué par Barney lors d'un combat à mains nues.

#### Hector
Interprété par Scott Adkins (VF : Fabien Jacquelin) dans Expendables 2 : Unité spéciale
Hector est l'acolyte de Jean Vilain, plutôt sadique, il rivalise avec Lee Christmas en arts-martiaux et au maniement des armes blanches. Lee Christmas tue Hector en le poussant sur une hélice de queue d'hélicoptère.

#### Conrad Stonebanks
Interprété par Mel Gibson (VF : Jacques Frantz) dans Expendables 3
Cofondateur des Expendables, Stonebanks s'est reconverti dans le trafic d'armes après avoir quitté l'équipe. Ayant découvert qu'il était responsable du meurtre de certains membres de son ancienne équipe, Barney Ross a tenté de l'éliminer. Mais Stonebanks a survécu grâce à son gilet pare-balles. Il est finalement tué par Barney Ross à l'issue d'un violent combat à mains nues.

#### Rahmat
Interprété par Iko Uwais dans Expendables 4

## Accueil

### Critique
| Film                           | Rotten Tomatoes      | Metacritic            | Allociné             |
| ------------------------------ | -------------------- | --------------------- | -------------------- |
| Expendables : Unité spéciale   | 42 % (210 critiques) | 45/100 (35 critiques) | 2,8/5 (17 critiques) |
| Expendables 2 : Unité spéciale | 67 % (134 critiques) | 51/100 (28 critiques) | 3/5 (15 critiques)   |
| Expendables 3                  | 31 % (178 critiques) | 35/100 (30 critiques) | 2,6/5 (18 critiques) |
| Expendables 4                  | 14 % (124 critiques) | 30/100 (33 critiques) | 1,4/5 (5 critiques)  |

### Box-office
| Film                           | Budget        | Recettes / nombres d'entrées | Recettes / nombres d'entrées | Recettes / nombres d'entrées |
| Film                           | Budget        | États-Unis                   | France                       | Monde                        |
| ------------------------------ | ------------- | ---------------------------- | ---------------------------- | ---------------------------- |
| Expendables : Unité spéciale   | 80 000 000 $  | 103 068 524 $                | 1 651 610 entrées            | 274 470 394 $                |
| Expendables 2 : Unité spéciale | 100 000 000 $ | 85 028 192 $                 | 1 962 967 entrées            | 300 428 192 $                |
| Expendables 3                  | 90 000 000 $  | 39 197 040 $                 | 1 060 922 entrées            | 204 097 040 $                |
| Expendables 4                  | 100 000 000 $ | 16 710 153 $                 | 327 756 entrées              | 37 917 985 $                 |